# Cardamine douglassii
Cardamine douglassii är en korsblommig växtart som beskrevs av Nathaniel Lord Britton. Cardamine douglassii ingår i släktet bräsmor, och familjen korsblommiga växter. Inga underarter finns listade i Catalogue of Life.